# Minoria eslovena d'Itàlia

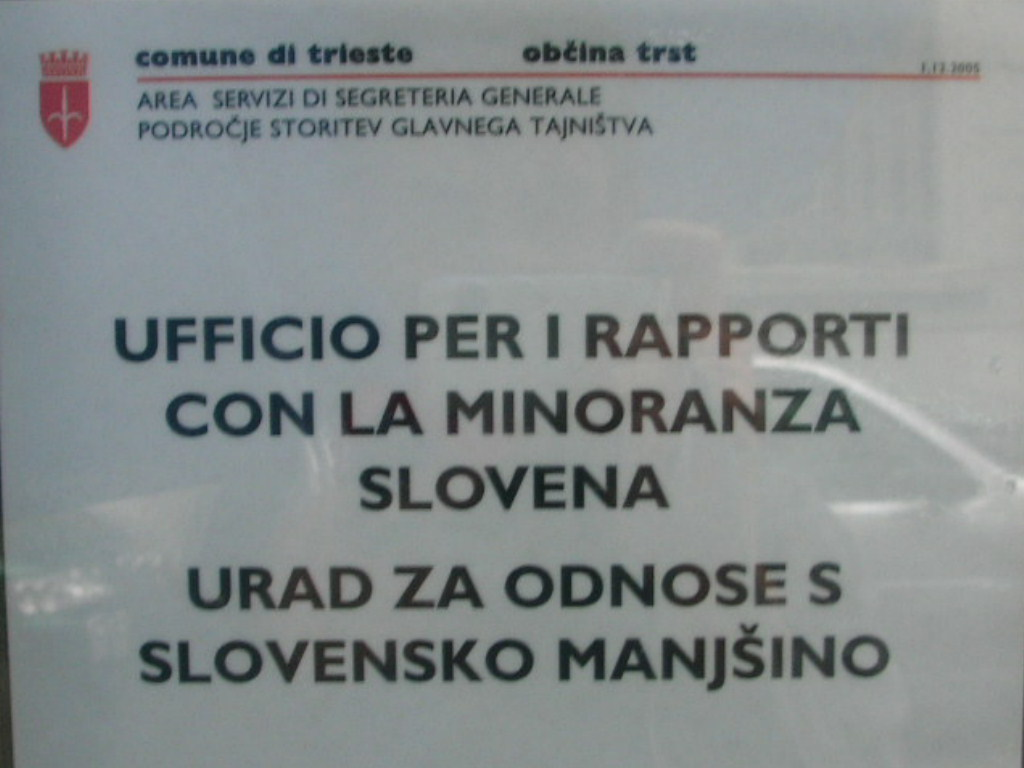
Senyalització bilingüe de l'ajuntament de Trieste

La Minoria eslovena d'Itàlia (en italià: Minoranza Slovena in Italia, eslovè: Slovenska manjšina v Italiji), també conegut com els «eslovens en Italia» (en italià: Sloveni en Italia i en eslovè: Slovenci v Italiji) és el nom donat a ciutadans italians que pertanyen a l'autòctona minoria ètnica eslovena i lingüística que viuen en la regió autònoma italiana de Friül - Venècia Júlia. La gran majoria dels membres d'aquesta minoria eslovena viuen en les províncies de Trieste, Gorizia i Udine. Les estimacions de la seva quantitat varien considerablement; la majoria de les xifres parlen de 83.000 a 100.000 persones, el que representa entre el 5% i el 7,5% de la població total de la regió.
La minoria eslovena a Itàlia gaudeix de protecció legal dels seus drets col·lectius, garantides per la Constitució italiana i la legislació específica, així com pels tractats internacionals -especialment el Memoràndum de Londres de 1954-, i els acords bilaterals estipulats inicialment entre Itàlia i Iugoslàvia, de forma especial el Tractat d'Osimo de 1975 i des de 1991 entre Itàlia i Eslovènia.
Des de 1945, els eslovens a Itàlia han gaudit d'una autonomia cultural, tenen una àmplia xarxa d'associacions culturals i cíviques, inclou també un sistema d'educació en llengua eslovena. L'eslovè és cooficial a molts dels municipis amb presència de la minoria eslovena, i el bilingüisme visual s'aplica a la majoria dels assentaments no urbans amb presència tradicional eslovena. Tanmateix, l'aplicació d'aquests drets depèn sobre manera de les administracions locals; per tant, la situació varia considerablement d'una zona a una altra.

## Nom
La denominació «eslovens a Itàlia» es prefereix a «italians eslovens» o «eslovens italians» a causa de raons històriques i d'identitat. Els eslovens de les actuals províncies de Trieste i Gorizia, es van convertir en ciutadans italians amb el Tractat de Rapallo de 1920; entre 1922 i 1943, van ser sotmesos a les polítiques violentes de la italianització feixista. A la fi dels anys 1920 i 1930, molts d'ells van recolzar grups antifeixistes, com ara l'organització TIGR; durant la Segona Guerra Mundial gran part de la població militaven en el moviment iugoslau partisà, i entre 1945 i 1947, molts d'ells van donar suport activament l'annexió a Iugoslàvia.
Després de les seqüeles de la Segona Guerra Mundial, la seva integració en l'Estat italià va ser lent i difícil: la major part de la legislació feixista era antieslava, per exemple, amb la italianització forçada dels cognoms que continuava sent vàlida en el context de la Guerra Freda, la minoria eslovena va ser considerada per molts partits polítics, i pels sectors de les institucions de l'Estat, com un potencial «Cavall de Troia» iugoslau. La italianització no només es va limitar als cognoms: la quasi totalitat dels topònims va ser canviada en una forma italiana, moltes vegades sense respectar l'origen del nom de la localitat –com per exemple la transformació del nom del poble d'Opicina–Opčine en Poggioreale del Carso–, i canviant la quasi totalitat de la toponímia de la ciutat, substituint els antics noms de carrers i places amb noms d'irredemptistes o generals italians.
Com a conseqüència, la identificació dels eslovens amb l'Estat italià ha estat amb freqüència feble. Molts eslovens a Itàlia, especialment els ancians, es neguen a identificar-se com a italians. Així, el terme «eslovens italians» es considera inadequat per la majoria dels eslovens a Itàlia. Per aquestes raons, el terme «Eslovens a Itàlia» és el més utilitzat per organitzacions de les minories eslovenes. Després de 1947, el terme zamejski Slovenci –que significa literalment «Eslovens més enllà de la frontera»– va començar a ésser utilitzat per la premsa i les institucions de Iugoslàvia i especialment a Eslovènia. Inicialment, aquest nom es refereix a totes les minories eslovenes que resideixen fora de Iugoslàvia, aquesta continua sent la manera com s'utilitza el terme per les institucions de l'Estat eslovè. Tanmateix, ja que existeixen termes alternatius per a les minories eslovenes a Àustria i Hongria, el terme zamejski Slovenci tendeix a ser utilitzat sobretot per als eslovens a Itàlia. S'usa sovint pels mateixos eslovens a Itàlia, i és considerat un terme neutral i políticament correcte.

## Presència majoritària
Els municipis amb presència significativa de la minoria eslovena autòctona són els següents.
Província de Trieste: 
- Duino-Aurisina (Devin-Nabrežina)
- Monrupino (Repentabor)
- Muggia (Milje)
- San Dorligo della Valle (Dolina)
- Sgonico (Zgonik)
- Trieste (Trst)

Província de Gorizia: 
- Cormons (Krmin)
- Doberdò del Lago (Doberdob)
- Dolegna del Collio (Dolenje)
- Gorizia (Gorica)
- Monfalcone (Tržič)
- Ronchi dei Legionari (Ronke)
- San Floriano del Collio (Števerjan)
- Savogna d'Isonzo (Sovodnje ob Soči)

Província d'Udine: 
- Attimis (Ahten)
- Cividale del Friuli (Čedad)
- Drenchia (Dreka)
- Grimacco (Grmek o Garmak)
- Lusevera (Bardo o Brdo)
- Montenars (Gorjani)
- Nimis (Neme)
- Pontebba (Tablja)
- Prepotto (Praprotno)
- Pulfero (Podbonesec)
- Resia (Rezija)
- San Leonardo (Podutana o Šent Lienart)
- San Pietro al Natisone (Špeter Slovenov o Špietar)
- Savogna (Sovodnje)
- Stregna (Srednje)
- Taipana (Tipana)
- Tarcento (Čenta)
- Tarvisio (Trbiž)
- Torreano (Tavorjana)